# Mikaela Ingberg
Mikaela Johanna Emilia »Mikke« Ingberg, finska atletinja, * 29. julij 1974, Vaasa, Finska.
Nastopila je na poletnih olimpijskih igrah v letih 1996, 2000, 2004 in 2008, dosegla je sedmo in deveto mesto v metu kopja. Na svetovnih prvenstvih je osvojila broansto medaljo v isti disciplini leta 1995, kot tudi na evropskih prvenstvih v letih 1998 in 2002.